# Хаджи Халил-эфенди
Хаджи Халил-эфенди (тур.  Hacı Halil Efendi; ?— 1821 год, Константинополь) — османский шейх аль-ислам (1819—1821), «черкесского» происхождения. Был низложен и умер с началом Греческой революции в 1821 году.

## Греческая революция
В 1814 году в Одессе было создано греческое тайное революционное общество «Филики Этерия», целью которого было освобождение Греции от турецкого господства.
«Этерии», за 7 лет деятельности, удалось создать сеть подпольных организаций и подготовить восстание на греческих землях.
В январе 1821 года «Этерия» приняла решение направить отряды этеристов в полуавтономные Дунайские княжества, начав там боевые действия против турок, с целью продвижения на юг и организации восстаний на греческих землях и возможного вовлечения в него других народов Балкан.
22 февраля, лидер «Этерии», российский генерал Александр Ипсиланти, с группой этеристов перешёл Прут и подал в отставку из российской армии.
23 марта Ипсиланти вошёл в Плоешти, но в тот же день был предан анафеме Константинопольским патриархом Григорием V.

## Резня греков и смерть Хаджи Халила

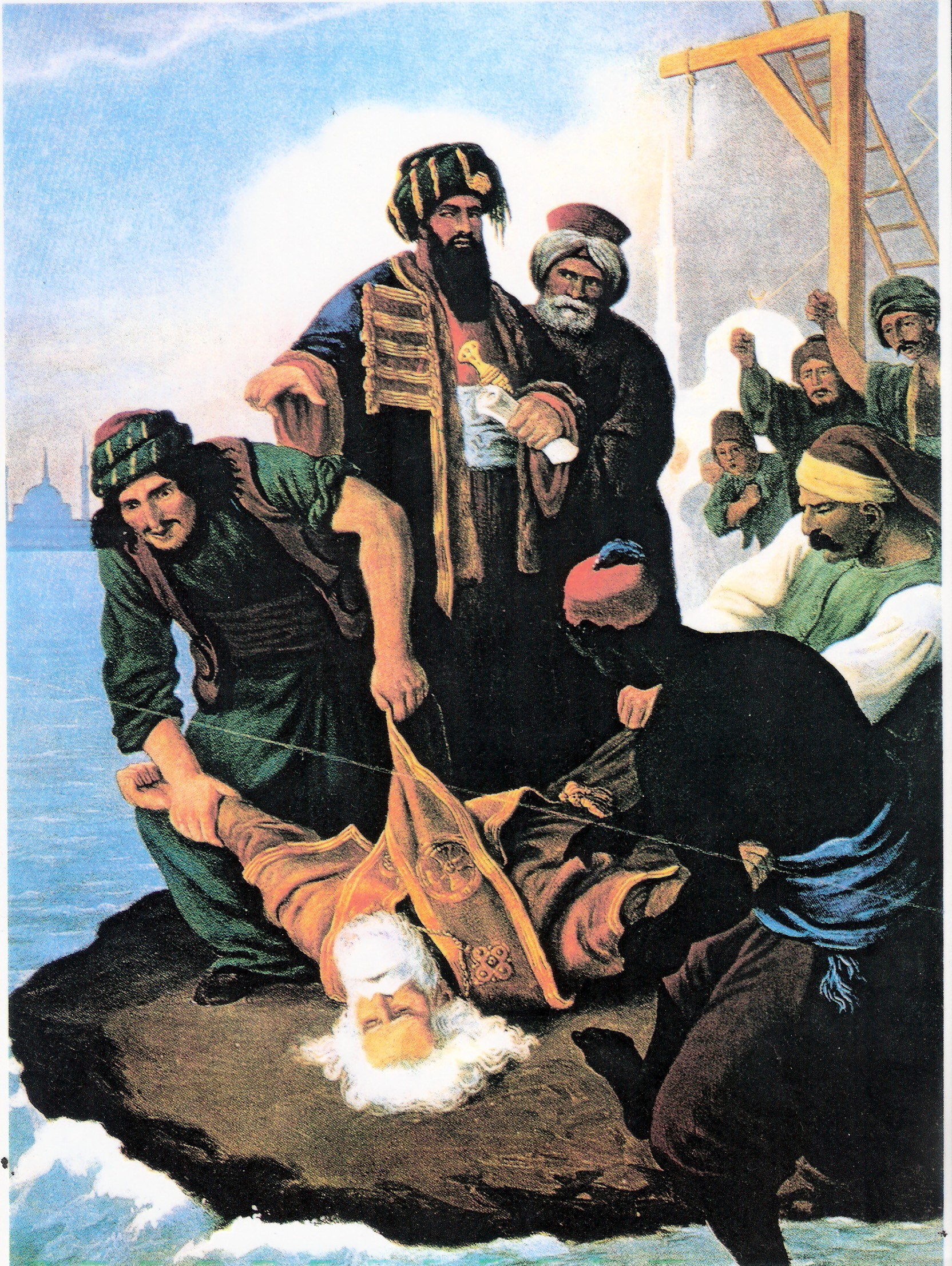
Расправа над патриархом Григорием

Султан Махмуд II получил информацию о начале военных действий в Дунайских княжествах, одновременно с информацией о готовившемся в восстании в греческих землях и планах гетеристов сжечь османский флот в Константинополе, а также убить, по возможности, самого султана.
Полагая, что греческое восстание можно будет остановить террором и следуя советам Великого везиря Халеда-эфенди, разъяренный событиями султан Махмуд II подготовил фетву с указанием приступить к массовой резне православного греческого населения по всей Османской империи.
Для соблюдения буквы Корана, нужна была подпись шейх уль-ислама. Но Хаджи Халил возразил султану, что Коран не допускает резню невинных людей и попросил отсрочку для своего окончательного ответа.
Он немедленно связался c патриархом Григорием, который согласно османской системе миллетов занимал аналогичный шейх уль-исламу пост, возглавляя православных христиан империи.
Григорий уже получил указание султана предать анафеме повстанцев.
Хаджи Халил торопил патриарха действовать немедленно, информируя его об огромной опасности, которая нависла над его паствой и самим патриархом.
23 марта повстанцы были преданы анафеме Константинопольским патриархом Григорием V.
Хаджи Халил попросил у султана разделения между невинными и виновными, как того требовал Коран, и отказался подписать фетву.
Султан пришёл в ярость и лишил Хаджи Халила сана, сослав его на остров Лемнос.
Но до отъезда, Хаджи Халил был подвергнут пыткам и умер от ран в Константинополе.
Восстание распространилось во многих греческих землях, от Пелопоннеса и Крита на юге, до Македонии и Фракии на севере.
Османские власти приступили к массовой резне, не получив согласия шейх уль-ислама.
31 марта произошла резня в Смирне, 5 апреля были обезглавлены видные лица из греческого населения Константинополя, 6 апреля произошла новая резня в Смирне.
Султан и его окружение прοдолжали считать патриарха вождём православного миллета и не осознавали, что он не руководит событиями.
10 апреля, несмотря на то что патриархат отмежевался от гетеристов, Патриарх Константинопольский Григорий вместе с 3 другими иерархами был повешен, а его труп был отдан на поругание евреям.
В тот же день, в Адрианополе, были повешены предыдущий Патриарх Константинопольский Кирилл и 30 других священников и известных жителей.
До 22 апреля, в ходе резни в Константинополе, было убито более 10 тысяч греков и сгорели десятки церквей.
Уроженец Константинополя и впоследствии писатель Иоаннис Филимон писал: «избранное творение рук Всевышнего, Константинополь, превратилось в ужасную мясорубку людей»:Β-61.
Резня продолжилась: 3 мая на острове Кипр, 19 мая в македонском городе Фессалоники, где были убиты 2 тысяч греков, включая епископа и 3 иерархов, 3 июня в Кидониес, на эгейского побережья Малой Азии, 4 июня снова в Смирне, 9 июля повторно на Кипре; где был повешен архиепископ Киприан Кипрский и обезглавлены ещё 3 иерарха и 470 знатных киприотов, 11 июля на острове Кос, 1 сентября полностью уничтожено население о-ва Самотраки.
Турецкая резня греческого населения включая иерархов не осталась безответной.
Так 28 апреля 1821 года, когда 2 корабля острова Идра, под командованием капитанов Георгия Сахтуриса и Лазароса Пиноциса, захватили турецкий бриг с паломниками направляющимися в Мекку, среди которых был и Мисир-молла (духовный глава Египта), все турки на борту, включая экипаж, моллу и паломников были вырезаны идриотами, по их утверждению, в отместку за повешение турками Константинопольского патриарха Григория:в-102.
23 сентября 1821 года, когда греческие повстанцы взяли город-крепость Триполи, они вырезали всех без исключения мусульман и евреев.
Некоторые турецкие историки, в частности Ахмед Джевдет-паша, информируют, что Хаджи Халил не умер в Константинополе. По их информации, Хаджи Халил был выслан в Афьонкарахисар, а его жена в Бурсу, где и была убита людьми везиря Халеда. После убийства жены, Хаджи Халил умер от сердечного приступа.

## Сегодня
Анафема патриарха Григория против Греческой революции 1821 года по сегодняшний день разделяет историков в их оценках.
Современный греческий историк Александр Деспотопулос, в своей работе «Решение о всеобщей резне и её предотвращение», оправдывает действия (анафему) патриарха Григория.
Он же пишет, что при всей своей жестокости, многочисленные факты резни 1821 года носили локальный характер и были ограничены во времени, и если бы не вынужденная анафема патриарха Григория и отказ шейх аль-ислама Хаджи Халила подписаться под султанской фетвой, резня могла принять характер и масштабы тотального геноцида греков, на всей территории Османской империи.
Ещё в конце 19-го века, греческий писатель и историк, академик Дмитрий Камбуроглу (1852—1942) предлагал, в знак признания его филантропического поступка, дать имя Хаджи Халила одной из улиц греческой столицы.
Некоторые сегодняшние анти-церковные круги, выражая недовольство почитанием патриарха Григория, предавшего анафеме Греческую революцию, считают, что следует взамен почитать шейх аль-ислама Хаджи Халила, открыто выразившего своё несогласие с султанской фетвой.